# Neue Börse (Leipzig)

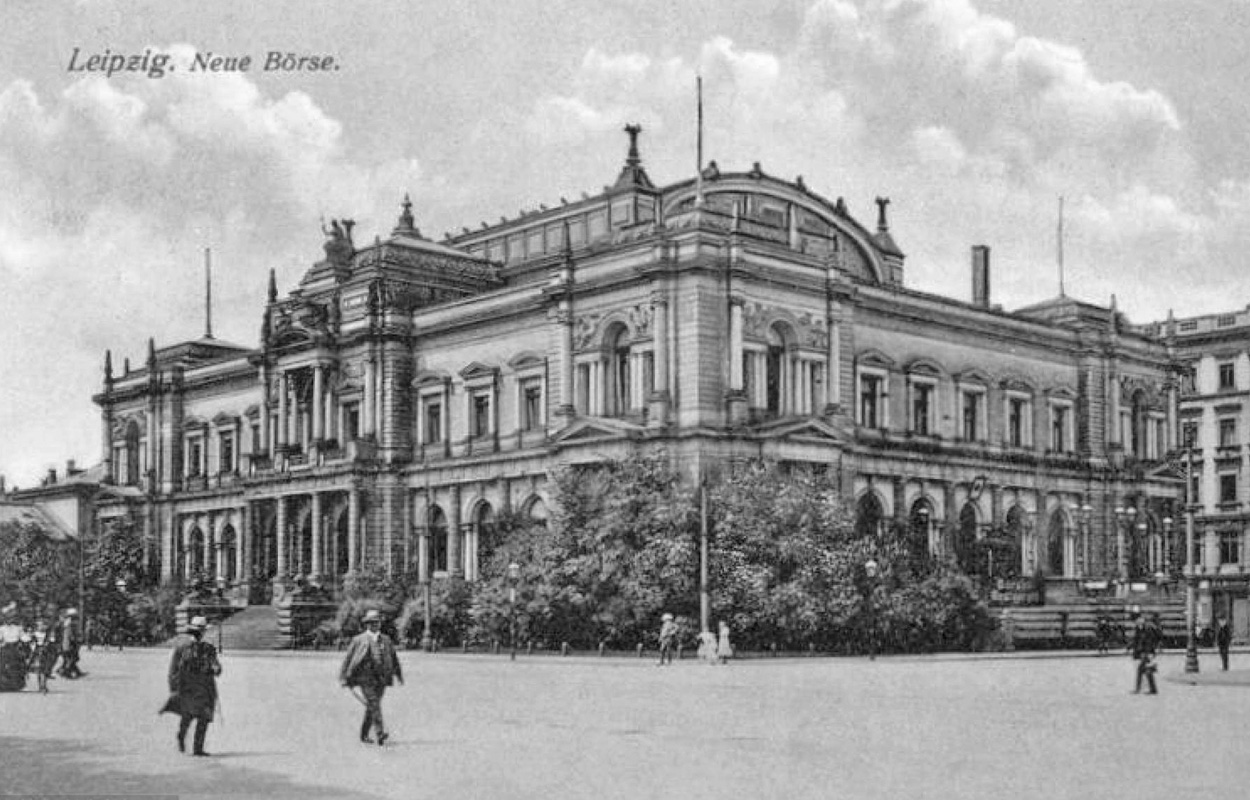
Die Neue Börse in ursprünglicher Gestalt (vor 1911)

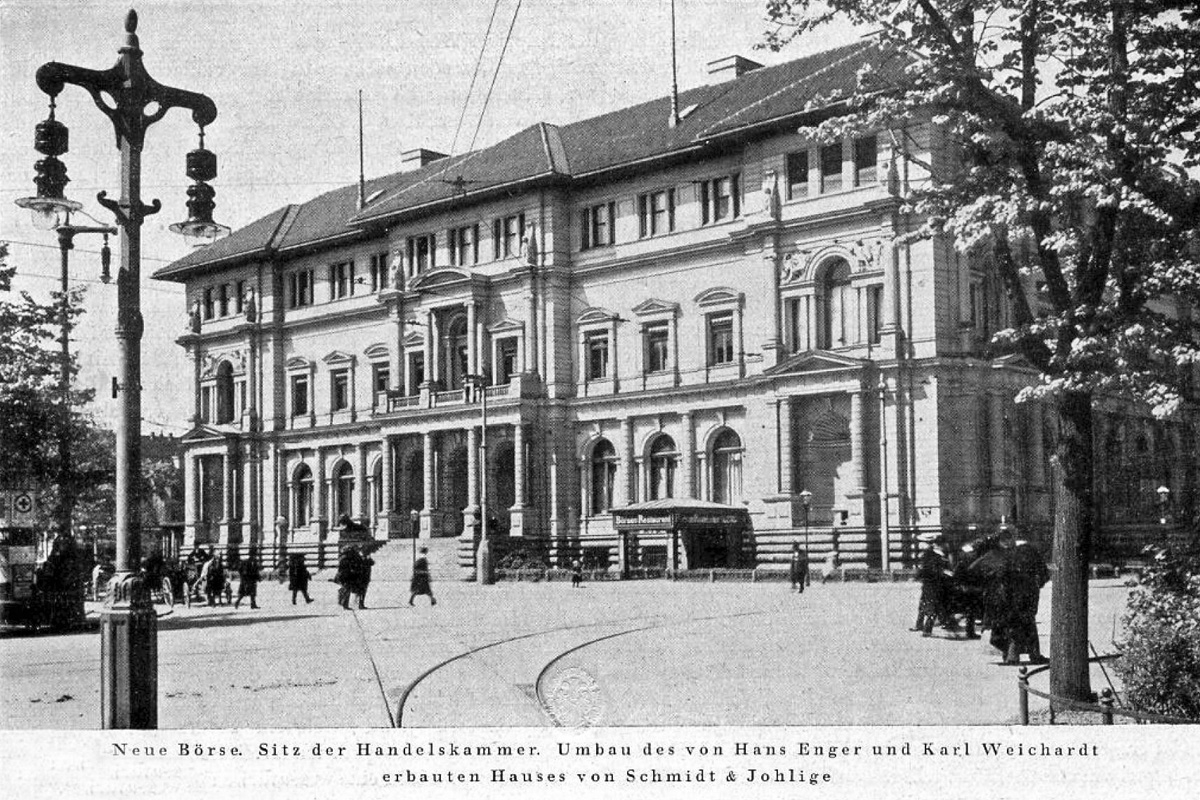
Die Neue Börse nach dem Umbau (um 1912)

Die Neue Börse in Leipzig, Tröndlinring 2, war ein 1884 bis 1886 für die Handelskammer zu Leipzig im Stil der Neorenaissance errichtetes Börsen- und Verwaltungsgebäude.
Das Gebäude entstand nach einem Entwurf der Leipziger Architekten Hans Enger und Karl Weichardt (1846–1906) als Ersatz für die Alte Handelsbörse am Naschmarkt. Adolf Lehnert (1862–1948) schuf die 3 Meter hohe Figur Lipsia im Giebel des Hauptportals nach einem Entwurf von Melchior zur Strassen (1832–1896). 1911 wurde es nach Plänen der Architekten August Hermann Schmidt (1858–1942) und Arthur Johlige (1857–1937) durch eine Aufstockung mit einem überstehenden, flach geneigten Walmdach erheblich verändert. Im Keller des Hauses befand sich ein Restaurant und im zweiten Obergeschoss ein großer Saal.
Das Bauwerk wurde 1943 durch den alliierten Luftangriff vom 4. Dezember 1943 fast vollständig zerstört. Dabei gingen etwa 40 Prozent der 100.000 Bände umfassenden Bibliothek des Hauses verloren. Nur im Keller wurde nach 1945 noch Bier ausgeschenkt. Die Ruine wurde 1958 abgebrochen.
Auf dem Gelände der ehemaligen Neuen Börse wurde ein Hotel gebaut, das Ende April 2013 eröffnet wurde.